# 周璐璐
周璐璐（1988年3月19日—），山东烟台人，中国女子举重運動員，亦為中国国家举重队成員。

## 簡介
1999年，牟平体校举重队教练杜师在大窑镇發現正在參加牟平区中小学生运动会铅球比赛的周璐璐，馬上看出个头高大、身体壮实的她是举重的好苗子，便把她招進体校，开始練習举重。

### 倫敦奧運奪金
2012年，周璐璐代表中国出戰英國倫敦舉行的奥林匹克运动会舉重比賽女子75公斤以上級賽事。在先進行的抓举比赛中，她在第一次便試舉142公斤，一舉打破了奥运会纪录，其後又以146公斤將紀錄再次刷新；不過，主要對手俄罗斯的塔季扬娜·卡希林娜在第三把举起了151公斤，一併刷新了世界纪录。周璐璐的体重因为重于对手，在随后的挺举比赛中必须超过卡什利娜6公斤才能夺冠；所以她在挺举比赛中第一把就要了181公斤，結果成功以327公斤的总成绩刷新奥运会纪录；然而，卡什利娜随后也成功举起181公斤，周璐璐只得提升至187公斤。結果。她再次成功举起杠铃，並以总成绩333公斤的刷新世界纪录，兼力壓卡什利娜获得金牌。